# 希羅凱 (貝雷霍韋區)
48°13′17″N 23°6′47″E / 48.22139°N 23.11306°E

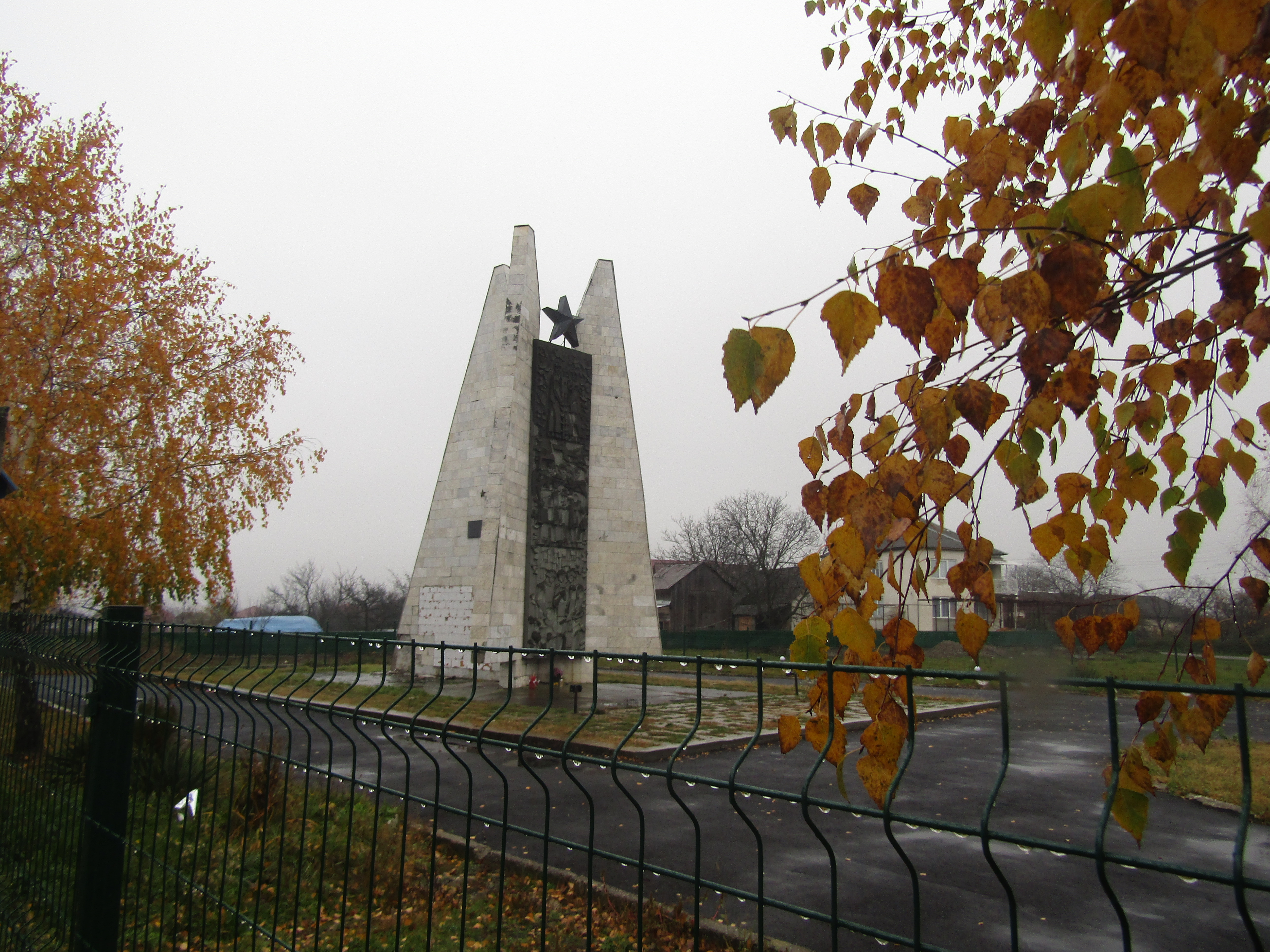
烈士纪念碑

希羅凱（烏克蘭語：Широке），是烏克蘭西部外喀爾巴阡州貝雷霍韋區维诺赫拉迪夫市镇的村庄。始建於1500年，面積5.24平方公里，海拔高度236米，2001年人口2,411，人口密度每平方公里460人。